# 王正容
王正容（1511年—？），字德輝，山東兖州府寧陽縣人，軍籍，明朝政治人物。

## 生平
嘉靖十九年（1540年）庚子科山東鄉試第十六名舉人。嘉靖二十年（1541年）中式辛丑科會試第八十四名，登第二甲第六十五名。二十一年官河南裕州知州。官至府同知。

## 家族
曾祖王尚志；祖父王應軫；父王克勤，母紀氏。具庆下。弟王正色。